# こうちゃん (クイズ)
こうちゃん（1997年11月28日 - ）は、日本のクイズプレイヤー、ライター、YouTuber、プロ雀士。本名は渡辺 航平（わたなべ こうへい）。ワタナベエンターテインメント（オフコース）所属、日本プロ麻雀連盟所属、クイズ制作集団・Q星群メンバー。2017年6月から2023年12月末まで、ウェブメディア『QuizKnock』でも活動していた。

## 来歴
1997年11月28日、群馬県館林市に生まれる。館林市立第十小学校、館林市立第三中学校を経て、2016年3月に群馬県立太田高等学校を卒業後、東京大学文科一類に入学。2020年3月に東京大学法学部を卒業し、QuizKnockの運営会社に入社した。
東大クイズ研究会で交流があった川上拓朗に誘われてQuizKnockに参加。2017年6月15日にウェブメディア『QuizKnock』にライターとして初めて記事を投稿する。QuizKnock参加後は記事の執筆の他、記事の校閲を担当している。QuizKnockのYouTubeチャンネルの動画には2018年1月から出演。以降、動画企画も担当し、主要メンバーとして動画に出演していた。2023年12月14日にQuizKnockのYouTubeチャンネルにて、同年末をもってQuizKnockを卒業することを発表した。
2024年1月23日に自身のX（旧Twitter）にてYouTubeに個人チャンネルを立ち上げたことを報告した。
2024年9月11日に自身のXにて日本プロ麻雀連盟のプロテストを受験し、合格したことを報告した。
2024年12月、Q星群に加入。

## 人物
歴史が得意であり、「伊沢も認める歴史王」と紹介されることもある。また、中学社会・高校地理歴史公民の教員免許を保有しており、教育実習時の体験をQuizKnockで記事として執筆している。
QuizKnockの動画のみならず、コラボしたYouTubeチャンネルで動画の企画になるほどの仮面ライダーシリーズのファンである。ポケモンや遊戯王も好きであることを公言しており、ポケモンはQuizKnockとポケモン公式とのコラボ動画やポケモンカードゲームのイベント大会、『ポケモンの家あつまる?』にも出演している。遊戯王は小学生の頃から『遊☆戯☆王オフィシャルカードゲーム』をプレイしており、QuizKnockで遊戯王を題材にした漢字クイズ記事の執筆や、遊戯王の公式YouTubeチャンネルでの『デュエルロワイヤル』、『遊戯王マスターデュエル』のイベント大会に出場している。

## 出演

### テレビ番組
- クイズプレゼンバラエティー Qさま!!（テレビ朝日、2019年10月21日[7]、2020年1月20日[35]、6月22日[36]、8月31日[37]、2021年3月8日[38]、9月6日[39]、2022年2月14日[40]）
- 超逆境クイズバトル!! 99人の壁（フジテレビ、2020年6月6日）[41]
- 東大王（TBS、2020年7月8日[42]、10月28日[43]、2023年2月1日[44]、10月18日[45]）
- The Gift（日本テレビ、2020年11月16日）[46]
- ポケモンの家あつまる?（テレビ東京、2021年7月25日[31]、8月1日[47]）
- ネプリーグ（フジテレビ、2022年3月7日[48]、2022年6月6日[49]、2022年8月15日、2022年11月21日[50]、2023年2月6日、2023年3月6日、2023年5月8日、2023年8月28日、2023年12月4日[51]、2024年2月5日[52]、2025年2月3日)
- 熱闘!Mリーグ（AbemaNews、テレビ朝日、2022年11月14日）[53]
- 潜在能力テスト（フジテレビ、2023年1月17日[54]、7月4日[55]）
- 〜急転直下の2択クイズ〜Q階段（TBS、2023年2月18日）[56]
- 超貴重映像で迫る! イリオモテヤマネコ進化のミステリー（NHK、2023年8月17日）[57]
- まじもん!（RKB毎日放送、2024年1月31日[58]、2月21日[59]、3月13日[60]）
- 全日本高校先生クイズ選手権2024（TBS、2024年3月24日） - クイズ作問、出題者として出演[61][62]
- へんテナ（Eテレ、2024年3月28日[63]、3月29日[64]）

### ラジオ番組
- 高橋みなみの これから、何する?（TOKYO FM、2019年8月21日）[65]
- がんばれ受験生！（ラジオ高崎、2024年2月13日）[66]

### インターネット番組
- 鶴崎修功の鶴チャン（ニコニコチャンネル、2020年12月24日）[67]

### 映画
- カタシロReplica（moccai、2024年6月21日） - 患者 役[68]

### 舞台
- スターライドオーダー（ブルースクエア四谷、2023年9月16日[注 2][69]） - デイトレーダー・【もつにこみ】 役[70]
- “名作に触れる”シリーズ 第1回「江戸川乱歩 短編集」（ザムザ阿佐谷、2024年3月15日 - 17日）[71]

### イベント
- 第14回エコノミクス甲子園（国立オリンピック記念青少年総合センター、2020年2月8日、2月9日） - 全国大会にゲスト出演[72]
- 第16回エコノミクス甲子園（エコノミクス甲子園 公式チャンネル、2021年12月19日[73]、2022年1月21日[74]、2月27日[75]）
- RED RIBBON LIVE 2022（ニコニコ生放送、YouTube Live、2022年11月28日）[76][77]
- ポケモンカードゲームチャンピオンズリーグ2023 新潟（朱鷺メッセ、2023年5月6日、5月7日） - 招待選手として参加[78]
- 寺フェス！〜この世のならひ〜（禅林寺、2023年10月14日、10月15日）[79]
- 千葉県青少年育成フォーラム（イオンモール幕張新都心、2023年12月16日）[80]

### ゲーム
- 麻雀格闘倶楽部 （コナミアミューズメント)[81]
- 麻雀格闘倶楽部Sp（コナミデジタルエンタテインメント)